# Penllyn (Vale of Glamorgan)
Pour les articles homonymes, voir Penllyn.
Penllyn (en anglais) ou Pen-llin (en gallois) est un village et une communauté du Vale of Glamorgan, au pays de Galles. Il est situé dans le nord du borough de comté, à 3 km au nord-ouest du centre-ville de Cowbridge.

## Démographie
Au recensement de 2011, la communauté de Penllyn, qui comprend aussi les villages et hameaux de Llansannor (en), Pentre Meryrick (cy), Trerhingyll (en) et Ystradowen (en), comptait Modèle:Unié.